# Caldera (máquina)

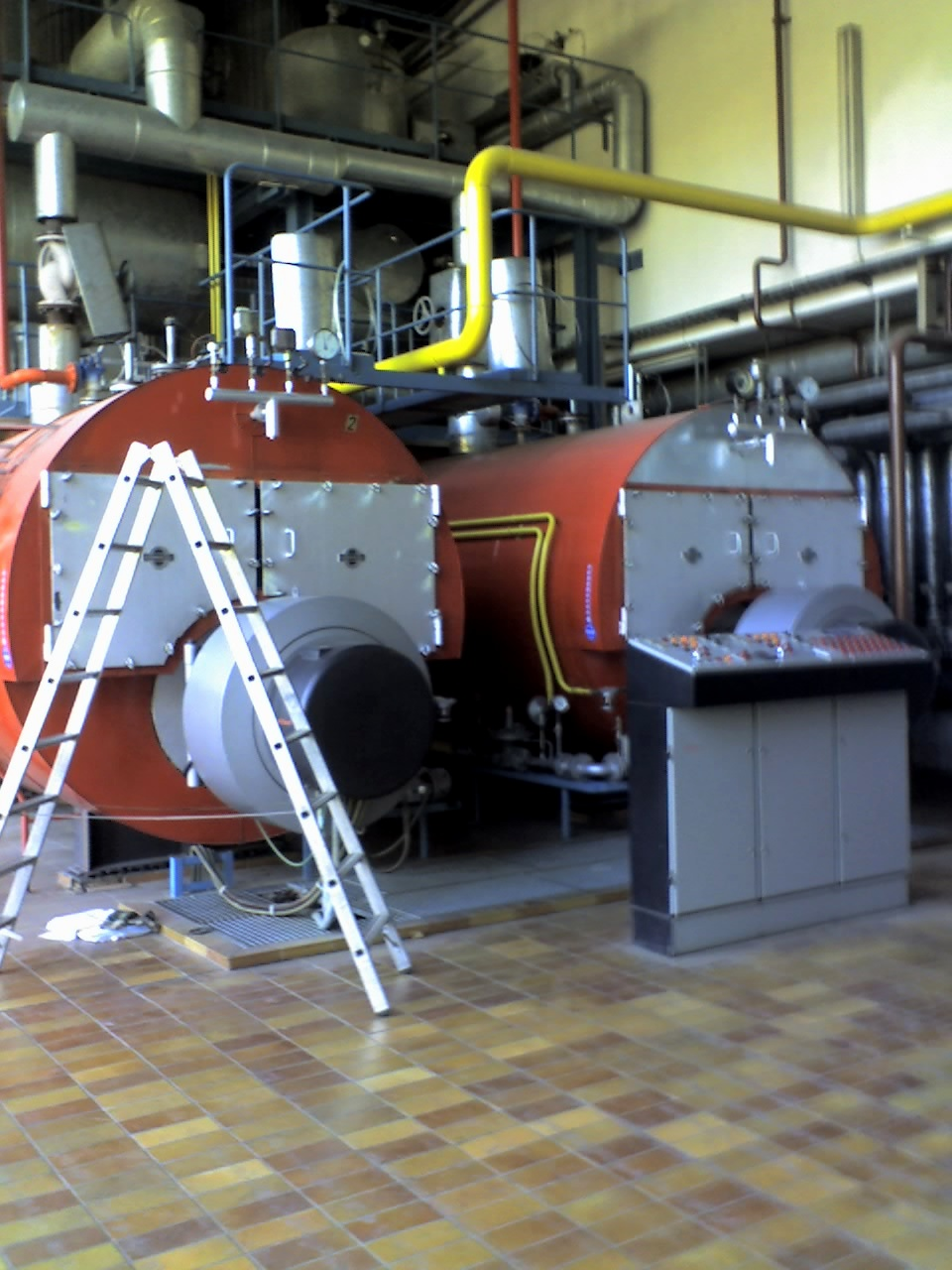
Calderas de gas.

En la industria, la caldera es una máquina que produce vapor al calentar agua por medio del calor generado por el consumo de un combustible no nuclear, o por electricidad de resistencia.

## Descripción
Las calderas se utilizan para muchos rubros (industria alimentaria, sanidad, transporte, etc.). Sin embargo, se denomina generador de vapor específicamente a las calderas destinadas a generar energía térmica. Son un componente del ciclo Rankine, y además de una caldera, puede ser un BWR, un PWR con su intercambiador de calor, un HRSG, etc.

### Partes
| Lado de    | Español                              | Inglés                  |
| ---------- | ------------------------------------ | ----------------------- |
| Estructura | Carcasa                              | Shell                   |
| Estructura | Enladrillado                         | Brickwork               |
| Estructura | Arco de ladrillo                     | Brick arch              |
| Estructura | Puerta de inspección                 | Inspection doors        |
| Estructura | Puerta de Registro                   | Man hole                |
| Fuego      | Chimenea                             | Chimney                 |
| Fuego      | Amortiguador                         | Damper                  |
| Fuego      | Válvula de soplado                   | Blow off valve          |
| Fuego      | Caja de humos                        | Smoke box               |
| Fuego      | Fogón (Hogar)                        | Fire box                |
| Fuego      | Puerta de fogón                      | Fire door               |
| Fuego      | Pozo de cenizas                      | Ash pit                 |
| Agua       | Indicador de nivel de agua           | Water level gauge       |
| Agua       | Manómetro                            | Pressure gauge          |
| Agua       | Válvula antirretorno de alimentación | Feed check valve        |
| Agua       | Válvula de detención de vapor        | Steam stop valve        |
| Agua       | Válvula de seguridad                 | Safety valve            |
| Agua       | Obturador fusible                    | Fusible plug            |
| Agua       | Domo de vapor                        | Steam dome              |
| Agua       | Boiler stay                          |                         |
| Agua       | Sifón térmico                        | Thermic siphon          |
| Agua       | Sobrecalentador                      | Superheater             |
| Agua       | Recalentador                         | Reheater                |
| Agua       | Economizador                         | Economizer (Economiser) |

### Equipo auxiliar
| Lado de | Español                            | Inglés                | Descripción |
| ------- | ---------------------------------- | --------------------- | --- |
| Fuego   | Precalentador de aire              | Air preheater         | |
| Fuego   | Desgasificador                     |                       | Es el sistema que expulsa los gases a la atmósfera. |
| Agua    | Condensador                        |                       | Es un intercambiador de calor que condensa el vapor saturado ya utilizado en un ciclo cerrado. Su propósito es evitar la contaminación, reutilizando el agua. |
| Agua    | Bomba de alimentación de caldera   | Boiler feedwater pump | |
| Agua    | Calentador de agua de alimentación | Feed water heater     | |
| Agua    | Acumulador                         |                       | Es el recipiente que almacena el vapor generado, previo a su distribución al proceso que lo requiere.                                                         |

### Las partes de la máquina
| Parte                                          | Material                   | Característica                                                                       | En el período                                                                                      |
| ---------------------------------------------- | -------------------------- | ------------------------------------------------------------------------------------ | -------------------------------------------------------------------------------------------------- |
| Carcasa                                        | Hierro forjado             | Único material de más alto grado. Unido por remaches.                                | En la era Victoriana del vapor. Obtenido por especialistas, como los del área de Cleator Moor (RU) |
| Carcasa                                        | Acero                      | Más fuerte y barato, fabricado más rápido y con menos esfuerzo. Unido por soldadura. | En el siglo XX                                                                                     |
| Carcasas (de caldera calentada eléctricamente) | Acero inóxidable           |                                                                                      | Es permitido.                                                                                      |
| Fogón                                          | Cobre                      | Formabilidad y alta conductividad térmica.                                           | Históricamente, especialmente, para locomotoras.                                                   |
| Fogón                                          | Acero                      |                                                                                      | En tiempos recientes, por el alto precio del cobre.                                                |
| Supercalentador                                | Acero inoxidable ferritico |                                                                                      | |

### Combustible
- Combustibles: carbón, aceite, gas natural, biocombustibles como el bagazo.

### Agua
| Estado                           | Descripción |
| -------------------------------- | --- |
| Agua de condensado               | Es el agua que proviene del condensador y que representa la calidad del vapor.                                                                  |
| Agua de alimentación             | Es el agua de entrada que alimenta el sistema, generalmente agua de pozo o agua de red con algún tratamiento químico como la desmineralización. |
| Agua de calderas                 | Es el agua de circuito interior de la caldera, cuyas características dependen de los ciclos y del agua de entrada.                              |
| Vapor húmedo (Vapor saturado)    | Es el vapor con arrastre de espuma proveniente de un agua de alcalinidad elevada.                                                               |
| Vapor seco (Vapor sobresaturado) | Es el vapor de óptimas condiciones. |

### Purga
| Purga         | Descripción                                                |
| ------------- | ---------------------------------------------------------- |
| de superficie | Evacuación de sólidos en el nivel de agua de la caldera.   |
| de fondo      | Evacuación de lodos y concentrado del fondo de la caldera. |

### Propiedades y parámetros
| Propiedad / parámetro         | Descripción |
| ----------------------------- | --- |
| Alcalinidad                   | Nivel de salinidad expresada en ppm de CaCO3 que confiere una concentración de iones, carbonatos e hidroxilos que determina el valor de pH de funcionamiento de una caldera, generalmente desde 10,5 a 11,5. |
| Ciclos de concentración       | Número de veces que se concentra el agua de caldera respecto del agua de alimentación. |
| Índice de vapor / combustible | Índice de eficiencia de producción de vapor de la caldera. |

### Eficiencia
| Método de Entrada - Salida (Método directo)                                                         | Método de Entrada - Salida (Método directo)                                                         | Método de Entrada - Salida (Método directo)                                                         |
| Eficiencia de caldera = potencia (salida) / potencia (entrada) = (Q * (Hg - Hf)) / (q * GCV) * 100% | Eficiencia de caldera = potencia (salida) / potencia (entrada) = (Q * (Hg - Hf)) / (q * GCV) * 100% | Eficiencia de caldera = potencia (salida) / potencia (entrada) = (Q * (Hg - Hf)) / (q * GCV) * 100% |
| Símbolo                                                                                             | Nombre                                                                                              | Unidad                                                                                              |
| --------------------------------------------------------------------------------------------------- | --------------------------------------------------------------------------------------------------- | --------------------------------------------------------------------------------------------------- |
| Hg                                                                                                  | Entalpía de vapor saturado                                                                          | kcal/kg                                                                                             |
| Hf                                                                                                  | Entalpía de agua de alimentación                                                                    | kcal/kg                                                                                             |
| GCV                                                                                                 | Gran valor calorífico                                                                               | kcal/kg                                                                                             |
| Q                                                                                                   | Tasa de flujo de vapor                                                                              | kg/h                                                                                                |
| q                                                                                                   | Tasa de combustible utilizado                                                                       | kg/h                                                                                                |

Para determinar el rendimiento de la caldera se utiliza el poder calorífico inferior ya que los gases de combustión suelen estar a una temperatura superior que la de condensación de vapor por lo que no contribuye el calor latente del agua al calor generado. Sólo hay aporte de energía por la oxidación química del combustible. 

## Tipos
| Español                                | Español                    | Español                        | Inglés                            |
| Tipo                                   | Subtipo                    | Caldera                        | Boiler                            |
| -------------------------------------- | -------------------------- | ------------------------------ | --------------------------------- |
| de olla                                |                            |                                | Pot                               |
| de olla                                |                            | de Haycock (de Haystack)       | Haycock (Haystack)                |
| de olla                                |                            | de Napier                      | Napier                            |
| de olla                                |                            | Gótica                         | Gothic                            |
| de olla                                |                            | de Caja                        | Box                               |
| de olla                                | de Vagón                   |                                | Wagon                             |
| de olla                                | de Vagón                   | Terminada en huevo             | Egg ended                         |
| de olla                                | de Vagón                   | de Elefante                    | Elephant                          |
| de ducto                               |                            |                                | Flued                             |
| de ducto                               | de Ducto central           |                                | Centre flue                       |
| de ducto                               | de Ducto central           | Fairbairn de cinco tubos       | Fairbairn's five-tube             |
| de ducto                               | de Ducto central           | de Cornualles                  | Cornish                           |
| de ducto                               | de Ducto central           | de Mariposa                    | Butterfly                         |
| de ducto                               | de Ducto central           | de Lancashire                  | Lancashire                        |
| de ducto                               | de Ducto central           | de Galloway                    | Galloway                          |
| de ducto                               | de Ducto de retorno        |                                | Return flue                       |
| de ducto                               | de Ducto de retorno        | de Huber                       | Huber                             |
| Pirotubular                            |                            |                                | Fire tube                         |
| Pirotubular                            |                            | Immersion fired                |                                   |
| Pirotubular                            |                            | de Fairbairn - Beeley          | Fairbairn - Beeley                |
| Pirotubular                            | Horizontal                 |                                | Horizontal                        |
| Pirotubular                            | Horizontal                 | Transversal                    | Transverse                        |
| Pirotubular                            | Horizontal                 | de Pistola                     | Pistol                            |
| Pirotubular                            | Horizontal                 | de Locomotora                  | Locomotive                        |
| Pirotubular                            | Horizontal                 | de Cañonero                    | Gunboat                           |
| Pirotubular                            | Horizontal                 | Marina escocesa                | Scotch marine                     |
| Pirotubular                            | Horizontal                 | de Inglis                      | Inglis                            |
| Pirotubular                            | Horizontal                 | de Paxman "económica"          | Paxman "economic"                 |
| Pirotubular                            | Horizontal                 | Tubo directo tipo Almirantazgo | Admiralty type direct tube        |
| Pirotubular                            | Tipo lanzada               |                                | Launch type                       |
| Pirotubular                            | Tipo lanzada               | de Lentz                       | Lentz                             |
| Pirotubular                            | Tipo lanzada               | de Vanderbilt                  | Vanderbilt                        |
| Pirotubular                            | Tipo lanzada               | de Bagnall                     | Bagnall                           |
| Pirotubular                            | Vertical                   |                                | Vertical                          |
| Pirotubular                            | Vertical                   | de Blake                       | Blake                             |
| Pirotubular                            | Vertical                   | de Harris "económica"          | Harris "economic"                 |
| Pirotubular                            | Vertical                   | de Riley brothers              | Riley brothers                    |
| Pirotubular                            | Vertical                   | de Tubo paralelo               | Parallel tube                     |
| Pirotubular                            | Vertical                   | de Cochran                     | Cochran                           |
| Pirotubular                            | Vertical                   | de Clarke Chapman              | Clarke Chapman                    |
| Pirotubular                            | Vertical                   | de Tubo radial horizontal      | Radial horizontal tube            |
| Pirotubular                            | Vertical                   | de Robertson                   | Robertson                         |
| Acuatubular                            |                            |                                | Water tube                        |
| Acuatubular                            | de Tubo en campo           |                                | Field tube                        |
| Acuatubular                            | de Tubo en campo           | de De Poray                    | De Poray                          |
| Acuatubular                            | de Tubo en campo           | de Niclausse                   | Niclausse                         |
| Acuatubular                            | de Tubo en campo           | de Dürr                        | Dürr                              |
| Acuatubular                            | Bajo contenido de agua     |                                | Low water content                 |
| Acuatubular                            | Bajo contenido de agua     | Generador de vapor instantáneo | Flash                             |
| Acuatubular                            | Anular de tubos de agua    |                                | Annular water tube                |
| Acuatubular                            | Anular de tubos de agua    | de Straker                     | Straker                           |
| Acuatubular                            | Vertical                   |                                | Vertical                          |
| Acuatubular                            | Vertical                   | de Tubo de Dedal               | Thimble tube                      |
| Acuatubular                            | Vertical                   | de Sentinel                    | Sentinel                          |
| Acuatubular                            | de Tubos espirales de agua |                                | Spiral water tube                 |
| Acuatubular                            | de Tubos espirales de agua | de Climax                      | Climax                            |
| Acuatubular                            | de Tubos espirales de agua | de Lune Valley                 | Lune Valley                       |
| Acuatubular                            | de Tubos espirales de agua | de Bolsover express            | Bolsover express                  |
| Acuatubular                            | de Tubos espirales de agua | de Illingworth                 | Illingworth                       |
| Acuatubular                            | 1 Tambor                   |                                | 1 Drum                            |
| Acuatubular                            | 1 Tambor                   | de Babcock & Wilcox            | Babcock & Wilcox                  |
| Acuatubular                            | 1 Tambor                   | de Tubos de esquina            | Corner tube                       |
| Acuatubular                            | 1 Tambor                   | de Tubos en racimo             | Bundled tube                      |
| Acuatubular                            | 1 Tambor                   | de Hornsby                     | Hornsby                           |
| Acuatubular                            | 1 Tambor                   | de Circulación forzada         | Forced circulation                |
| Acuatubular                            | 1 Tambor                   | de LaMont                      | LaMont                            |
| Acuatubular                            | 1 Tambor                   | de Clayton                     | Clayton                           |
| Acuatubular                            | 2 Tambores                 |                                | 2 Drums                           |
| Acuatubular                            | 2 Tambores                 | Tipo D                         | D type                            |
| Acuatubular                            | 3 Tambores                 |                                | 3 Drums                           |
| Acuatubular                            | 3 Tambores                 | de Stirling V                  | Stirling V                        |
| Acuatubular                            | 3 Tambores                 | de Du Temple                   | Du Temple                         |
| Acuatubular                            | 3 Tambores                 | de White Forster               | White Forster                     |
| Acuatubular                            | 3 Tambores                 | de Normand                     | Normand                           |
| Acuatubular                            | 3 Tambores                 | de Reed                        | Reed                              |
| Acuatubular                            | 3 Tambores                 | de Thornycroft                 | Thornycroft                       |
| Acuatubular                            | 3 Tambores                 | de Thornycroft Schultz         | Thornycroft Schultz               |
| Acuatubular                            | 3 Tambores                 | de Yarrow                      | Yarrow                            |
| Acuatubular                            | 3 Tambores                 | de Mumford                     | Mumford                           |
| Acuatubular                            | 3 Tambores                 | de Woolnough                   | Woolnough                         |
| Acuatubular                            | 3 Tambores                 | del Almirantazgo               | Admiralty                         |
| Acuatubular                            | 4 Tambores                 |                                | 4 Drums                           |
| Acuatubular                            | 4 Tambores                 | Tipo M                         | M type                            |
| Acuatubular                            | 4 Tambores                 | de Stirling B                  | Stirling B                        |
| Acuatubular                            | 5 Tambores                 |                                | 5 Drums                           |
| Acuatubular                            | 5 Tambores                 | de Stirling W                  | Stirling W                        |
| Pirotubular con fogón de tubos de agua |                            |                                | Fire-tube with Water-tube firebox |
| Seccional                              |                            |                                | Sectional                         |
| Eléctrica                              |                            |                                | Electric                          |
| Eléctrica                              |                            | Eléctrica de vapor             | Electric steam                    |
| Eléctrica                              |                            | Eléctrica de agua              | Electric water                    |
| Eléctrica                              |                            | de Electrodo                   | Electrode                         |

En la medida que la temperatura del vapor no supere los 230 °C, puede ser generado por una caldera humotubular. La temperatura de los humos de salida es de 300 °C porque sino daña el conducto y perjudica la atmósfera. Para una caldera acuotubular debe ser mayor a 380 °C, nunca por debajo para que el agua no sufra cambio de fase y no se genere daño por corrosión.

## Uso
Debido a las amplias aplicaciones que tiene el vapor, principalmente de agua, la caldera es muy utilizada en la industria, a fin de generarlo para aplicaciones como:
- Esterilización (tindarización): era común encontrar calderas en los hospitales, las cuales generaban vapor para "esterilizar" el instrumental médico; también en los comedores, con capacidad industrial, se genera vapor para esterilizar los cubiertos, así como para elaborar alimentos en marmitas (antes se creyó que esta era una técnica de esterilización).
- Para calentar otros fluidos, como por ejemplo, en la industria petrolera, donde el vapor es muy utilizado para calentar petróleos pesados y mejorar su fluidez.
- Generar electricidad a través de un ciclo Rankine. La caldera es parte fundamental de las centrales termoeléctricas.

## Problemas
| Problema     | Tratamiento     | Descripción |
| ------------ | --------------- | --- |
| Corrosión    | Anticorrosivo   | Sistema químico que brinda protección por formación de filmes protectivos ante iones corrosivos presentes en el agua.                                                             |
| Incrustación |                 | Sedimentación de sólidos con formación de núcleos cristalinos o amorfos de sulfatos, carbonatos o silicatos de magnesio que merman la eficiencia de funcionamiento de la caldera. |
| Incrustación | Desoxigenación  | Tratamiento químico que elimina el oxígeno del agua de calderas. |
| Incrustación | Dispersante     | Sistema químico que mantiene los sólidos descohesionados ante un evento de incrustación.                                                                                          |
| Incrustación | Antiincrustante | sistema químico que les permite a los sólidos permanecer incrustantes en solución.                                                                                                |

## Historia
En 1769, Dionisio Papin (Denis Papin) creó una pequeña caldera llamada marmita. Se usó vapor para mover la primera máquina homónima, la cual no funcionaba durante mucho tiempo, ya que utilizaba vapor húmedo (de baja temperatura) y al calentarse, ésta dejaba de producir trabajo útil.
En 1776, James Watt completó una máquina de vapor de funcionamiento continuo, que usó en su propia fábrica. Con ello se empezó a desarrollar la fabricación de calderas. Inicialmente, las calderas fueron empleadas para accionar bombas de agua, de cilindros verticales; fueron las impulsoras de la revolución industrial.
Las primeras, las calderas de olla, tuvieron el inconveniente de que los gases calientes estaban en contacto solamente con su base, y en consecuencia se desaprovechaba el calor del combustible. Debido a esto, se introdujo el uso de uno o dos tubos adentro de la caldera para aumentar la superficie de calefacción, calderas de ductos. Luego, se comienza a utilizar calderas en locomotoras para trenes, tanto de carga como de pasajeros; y se prueba su uso en automóviles.
Se mejoran las calderas con la introducción de las calderas pirotubulares, que tienen varios tubos por los que pasan los gases de la combustión. Empiezan a utilizarse en embarcaciones con motores alternativos de vapor. Una mejora de las calderas estacionarias, es implementado en buques de guerra, las calderas acuotubulares, que tienen tubos por los que pasa agua. La ventaja de está, es la velocidad de reacción, es más fácil y rápido evaporar poca agua en unos tubos que mucha agua en una olla. Esta favoreció su uso en buques de guerra.
Para medir la potencia de la caldera, y como dato anecdótico, Watt recurrió a medir la potencia promedio de muchos caballos, y obtuvo unos 33 000 libras-pie/minuto o sea 550 libras-pie/s, valor que denominó Horse Power. Posteriormente, al transferirlo al sistema métrico de unidades, daba algo más de 76 kgm/s. La Oficina Internacional de Pesos y Medidas de París, resolvió redondear ese valor a 75 más fácil de simplificar, llamándolo caballo de vapor en homenaje a Watt.